# Colonie d'Albemarle
 (décembre 2020).

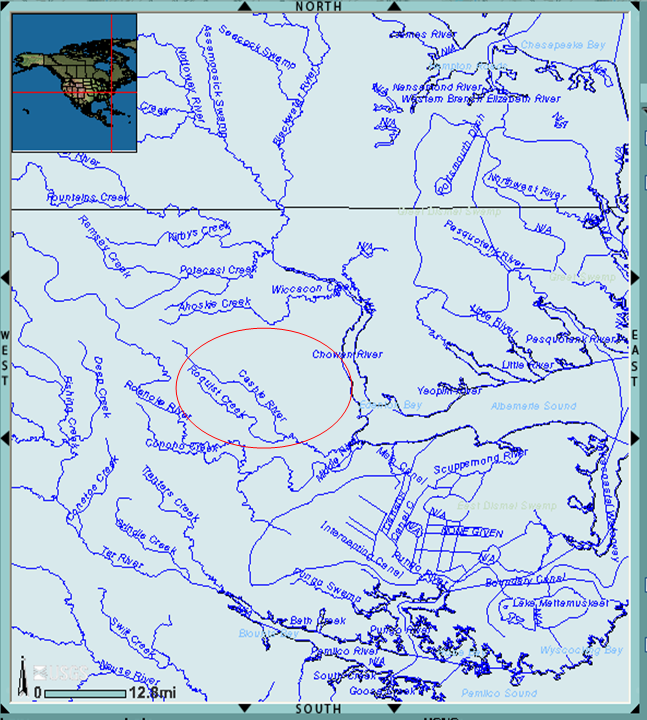
Région coloniale d'Albemarle.

La colonie d'Albemarle, nichée dans l'immense baie d'Albemarle non loin du site historique de Roanoke Island, où le corsaire Sir Walter Raleigh s'installa à la fin du XVIe siècle, est l'une des premières colonies connues de Caroline, aux États-Unis.
L'estuaire de la baie d'Albemarle offrant une possibilité de navigation abritée, ses cours d'eau furent recherchés de longue date, en particulier le fleuve Cape Fear.

## Histoire
Un groupe de non-conformistes menées par Roger Green, venu de la rivière Nansemund s'installa en 1653, peu après le changement de gouverneur en Virginie le long de la rivière Moratuk, tandis qu'une autre concession de 1 000 acres était accordée au sud de la rivière Chowan sans que l'on sache si elle était réellement occupée.
En 1656, l'ex-speaker de la chambre de Virginie, Thomas Dew, forma le projet d'explorer les rivières navigables entre le cap Fear et le cap Hatteras.
Fondée au milieu du XVIIe siècle au nord de la rivière d'Albemarle, la colonie se composait en 1677 d'environ 1400 adultes, dont un tiers de femmes, d'Amérindiens et d'esclaves noirs. Elle élevait du bétail, cultivait le maïs et exportait du tabac vers la Nouvelle-Angleterre.
La colonie fut placée sous le pouvoir de plusieurs gouverneurs successifs, Samuel Stephens puis William Drummond (gouverneur de Caroline), un presbytérien d'origine écossaise, qui entra en conflit avec le gouverneur de Virginie William Berkeley et ensuite à nouveau Samuel Stephens, en 1667 lorsque William Drummond se vit reprocher son attitude, puis sa proximité avec un opposant lors de la Révolte de Nathaniel Bacon, disgrâce qui mènera à son exécution en 1677 après sa capture dans le marais de Chickahominy  et à des persécutions contre sa veuve Sarah Drummond, qui intentera un procès à la veuve de Berlekey, décédé en 1677.
Dès 1666, sous l'autorité de William Drummond, les habitants de la colonie avaient en effet demandé à bénéficier des mêmes avantages que ceux de la Virginie voisine, sous l'autorité de laquelle ils étaient placés. En 1667, les habitants s'inquiètent de l'arrivée de représentants des Lords Proprietors, dans le cadre de la Charte de 1663, qui pourraient être tentés de ne faire du commerce qu'avec l'Angleterre, alors qu'eux sont en liaison avec surtout la Nouvelle-Angleterre, plus proche.
En 1669, le gouvernement du territoire décide une exemption d'impôt d'un an et la protection contre toute poursuite judiciaire pendant cinq ans, afin de tenter d'attirer vers ce vaste territoire peu peuplé de nouveaux propriétaires d'esclaves, dans ce qui ressemble à un des premiers paradis fiscaux de l'histoire.
À la même époque, la colonie du Cape Fear s'est installée aussi sur la côte mais plus au sud, le long du fleuve Cape Fear, se jetant près du cap Fear. Une petite communauté venue du Massachusetts y vécut, de 1661 à 1663 avant de repartir car la rente exigée à partir de 1663 par les Lord Proprietors ne leur permettait plus de conserver une existence viable.
Une partie des habitants retourna au Massachusetts et certains restèrent mais végétèrent misérablement, avant d'être rejoint vers 1663 par des planteurs de la Barbade, qui n'obtinrent cependant pas tout de suite l'autorisation des Lord Proprietors, qui deux ans plus tard, lorsque la Charte de 1663 fut réécrite pour inclure ce territoire, vinrent s'établir à l'embouchure même du Cape Fear et absorbèrent ce qui pouvait rester de la première fondation. On appela le nouvel établissement comté de Clarendon, du nom d'un des huit Lord Proprietors, beau-frère du duc d'York Jacques II et du roi d'Angleterre. Les nouveaux venus absorbèrent les débris de la première colonie. Sir John Yeamans, leur gouverneur, un riche planteur de sucre venu de la Barbade, avait reçu pour instruction de se montrer conciliant avec les colons de la Nouvelle-Angleterre encore sur place, il exploita le bois des environs pour approvisionner la Barbade en barriques à mélasse, puis amena des esclaves. Dès 1666, 600 hommes vivaient dans cette nouvelle colonie.
En 1671, ce vaste territoire fut divisé en deux comtés, le comté de Clarendon et le comté d'Albemarle, lui-même divisé en trois districts, Berkeley, Carteret et Shaftsbury, portant les noms de trois Lords Proprietors nommés dans la Charte de 1663.

### Articles centrés sur la Caroline coloniale
- Carolana (en)
- Province de Caroline du Nord
- Province de Caroline du Sud
- Colonie du Cape Fear
- Colonie de Charleston
- Liste des gouverneurs coloniaux de Caroline du Nord
- Liste des gouverneurs coloniaux de Caroline du Sud